# Cylindera umbropolita
Cylindera umbropolita es una especie de escarabajo del género Cylindera, tribu Cicindelini, familia Carabidae. Fue descrita científicamente por W. Horn en 1905.
Se distribuye por la India, en el sudoeste de Karnataka, en las ciudades de Mudigere, Madikeri y Hunsur, en Tamil Nadu, Nilgiri Hills, en el parque Mudumalai y en la localidad de Gudalur.